# Linanthus bigelovii
Linanthus bigelovii là một loài thực vật có hoa trong họ Polemoniaceae. Loài này được (A. Gray) Greene mô tả khoa học đầu tiên năm 1892.